# النموذج اللولبي

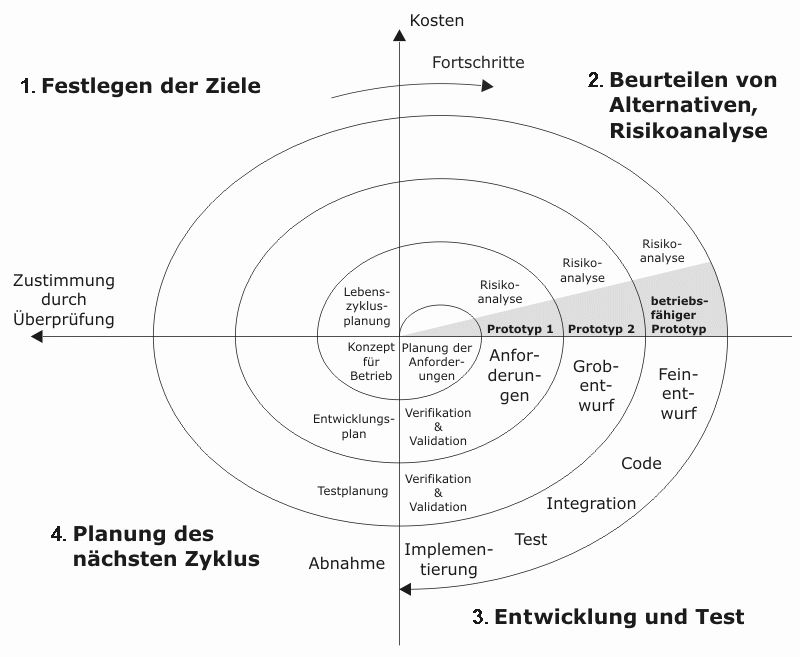

النموذج اللولبي هو عملية تطوير البرمجيات الذي يجمع بين عناصر كلا من التصميم والنماذج متعدد المراحل، وذلك في محاولة للجمع بين مزايا المفاهيم من أعلى إلى أسفل ومن أسفل إلى أعلى. المعروف أيضا باسم نموذج دوامة دورة الحياة (أو دوامة التنمية)، بل هو أسلوب تطوير النظم المستخدمة في تكنولوجيا المعلومات. نموذج التنمية هذا يجمع بين ميزات نموذج النماذج ونموذج الشلال. النموذج اللولبي قد تم اختراعه للمشاريع الضخمة، المكلفة والمعقدة.
لا ينبغي الخلط بينه وبين النموذج الحلزوني لعمارة النظم الحديثة التي تستخدم البرمجة الديناميكية (رياضيا ليس من أنواع البرمجة!) والذي نُهج من أجل تحسين نظام العمارة قبل اتخاذ قرارات التصميم بواسطة المبرمجون والتي من شأنها أن تسبب مشاكل.

النموذج الحلزوني (بوهم، 1988). ينبع عدد من المفاهيم الخاطئة من المبالغة في التبسيط في هذا الرسم البياني المعمم على نطاق واسع (هناك بعض الأخطاء في هذا الرسم البياني).

النموذج اللولبي هو نموذج لعملية تطوير البرمجيات المدفوعة بالمخاطر. استنادًا إلى أنماط المخاطر الفريدة لمشروع معين، يوجه النموذج الحلزوني الفريق إلى اعتماد عناصر من واحد أو أكثر من نماذج العمليات، مثل النماذج الأولية المتزايدة أو الشلال أو التطوري.

## التاريخ
تم تعريف نموذج الدوامة بواسطة باري بوهيم في مقالته عام 1986 «النموذج اللولبي لتطوير البرمجيات وتعزيزها» وهذا النموذج لم يكن النموذج الأول لمناقشة التنمية التكرارية.
على النحو المتوخى في الأصل، فإن عملية التكرار تستغرق عادة من 6 أشهر إلى سنتين. تبدأ كل مرحلة بهدف تصميم وتنتهي مع العميل (الذي قد يكون داخلي) استعراضا للتقدم المحرز حتى الآن. يتم تطبيق التحليل وهندسة الجهود في كل مرحلة من مراحل المشروع، مع العين في اتجاه الهدف النهائي للمشروع.

## التطبيقات
غالبا ما يستخدم هذا النموذج في المشاريع الكبيرة. للمشاريع الأصغر حجما، مفهوم تطوير البرمجيات أصبح بديلا مجديا. وكان الجيش الأمريكي قد اعتمد نموذج الدوامة لنظم برنامج المكافحة مستقبلا. تم إلغاء مشروع «اف سي اس» بعد ست سنوات (2003-2009), كان لديها التكرار لمدة سنتين (لولبي). ينبغي أن يؤدي «اف سي اس» ثلاثة نماذج على التوالي (واحد لكل نموذج دوامة كل سنتين). تم إلغاءه في مايو 2009. وبالتالي النموذج اللولبي قد يتناسب مع تطبيقات البرمجيات الصغيرة (تصل إلى 3 ملايين دولار) وليست المعقدة، الموزعة، قابلة للتشغيل المتبادل، ونظام من النظم (3 مليار دولار).
كذلك فمن المعقول استخدام نموذج اللولب في مشاريع حيث الأهداف التجارية غير مستقرة ولكن يجب أن تكون العمارة أدركت جيدا بما يكفي لتوفير قدرة إجهاد وتحميل عالية. على سبيل المثال، فإن هيكل دوامة التنمية المدفوعة باعتبار أنه أساس برامج تنمية دورة الحياة مما يدل على وسيلة واحدة ممكنة لكيفية الحد من مخاطر العمارة غير الفعالة مع مساعدة نموذج اللولب بالاقتران مع أفضل الممارسات من النماذج الأخرى.